# Cyclocarcina floronoides
Cyclocarcina floronoides is een spinnensoort in de taxonomische indeling van de holenspinnen (Nesticidae).
Het dier behoort tot het geslacht Cyclocarcina. De wetenschappelijke naam van de soort werd voor het eerst geldig gepubliceerd in 1942 door Komatsu.